# Лерин (областна единица)
Лерин (на гръцки: Περιφερειακή Ενότητα Καστοριάς) е областна единица в Република Гърция. Разположена е в северозападната част на Егейска Македония и е част от административната Област Западна Македония. Центърът ѝ е град Лерин (Флорина).

## География
Областна единица Лерин граничи с областните единици Пела на изток, Кожани на юг, Костур на югозапад, с албанската община Девол на запад, с Голямото Преспанско езеро на северозапад и с общините Битоля и Ресен на Северна Македония на север.
На територията на областна единица са разположени пет от Егейските езера – по-голямата част от Малкото Преспанско, Петърското, Руднишкото, югозападната част от Островското и езерото Зазерци.
Планинските вериги Пелистер (2117 метра) – Нередска планина (2128 метра) и Нидже (2524 метра) – Малка Нидже (1998 метра) разделят нома на четири ясно обособени географски области:
- В северната част на областната единица е разположено Леринското поле, най-южната част на голямата Пелагонийска котловина, оградено от планините Нередска от югозапад и от Малка Нидже от югоизток.

- В южната част на областната единица влиза северната част на областта Саръгьол, разположена от югоизточната страна на Малка Нидже.

- В северозападната част на областната единица, оградена от изток от планините Пелистер и Корбец е гръцката част на областта Преспа.

- На югозапад в областната единица влиза северната част от областта Кореща, разположена между планините Корбец и Нередска. Традиционно селата в Корещата, гравитират към Костур.

Леринското поле се отводнява от река Сакулева (минаваща през Лерин) и от притока ѝ Стара река. Сакулева тече на север и се влива в река Църна на територията на Северна Македония. В западната част на областната единица тече в южна посока извиращата от Пелистер река Бистрица.

## Деми и общини
| Дем                         | Статистически код | Център                      | Пощенски код | Телефонен код | № на картата |
| --------------------------- | ----------------- | --------------------------- | ------------ | ------------- | ------------ |
| Айтос (Аетос)               | 5001              | Айтос (Аетос)               | 530 75       | 23860-41      | 2            |
| Вощарани (Мелити)           | 5007              | Неокази (Неохораки)         | 530 71       | 23850-42      | 5            |
| Долно Клещино (Като Клинес) | 5004              | Долно Клещино (Като Клинес) | 531 00       | 23850-1       | 4            |
| Кучковени (Перасма)         | 5009              | Кучковени (Перасма)         | 531 00       | 23580-3       | 6            |
| Лерин (Флорина)             | 5012              | Лерин (Флорина)             | 531 00       | 23850-2       | 1            |
| Преспа (Преспес)            | 5010              | Ръмби (Лемос)               | 530 77       | 23850-51      | 7            |
| Суровичево (Аминдео)        | 5002              | Суровичево (Аминдео)        | 532 00       | 23860-2       | 3            |
| Чалджиево (Филотас)         | 5011              | Чалджиево (Филотас)         | 530 70       | 24630-41      | 8            |
| Община                      | Статистически код | Център                      | Пощенски код | Телефонен код | № на картата |
| Лехово                      | 5006              | Лехово                      | 530 73       | 23850-45      | 11           |
| Мокрени (Варико)            | 5003              | Мокрени (Варико)            | 500 05       | 24670-94      | 9            |
| Невеска (Нимфео)            | 5008              | Невеска (Нимфео)            | 530 78       | 23860-3       | 12           |
| Смърдеш (Кристалопиги)      | 5005              | Смърдеш (Кристалопиги)      | 530 77       | 23850-45      | 10           |